# Dowódca garnizonu
Dowódca garnizonu – oficer wyznaczony rozkazem personalnym do kierowania życiem wojskowym w obrębie garnizonu (w zakresie ustalonym regulaminami i innymi przepisami) oraz reprezentowania wojska w sprawach garnizonowych wobec terenowych organów administracji państwowej i społecznych. Zazwyczaj zajmujący w danym garnizonie najwyższe stanowisko służbowe; przy równorzędnych stanowiskach – najstarszy stopniem. Obsługę zapewnia właściwy wojskowy oddział gospodarczy, a w Warszawie Dowództwo Garnizonu Warszawa.
Z dniem 1 stycznia 2014 roku Minister Obrony Narodowej upoważnił Dowódcę Generalnego Rodzajów Sił Zbrojnych do powierzania żołnierzom zawodowym funkcji dowódców garnizonów oraz zwalniania z tej funkcji z wyjątkiem powierzania pełnienia funkcji dowódcy garnizonu w Garnizonie Miasta Stołecznego Warszawy (wyłączna kompetencja Ministra Obrony Narodowej) oraz w garnizonie Sieradz (kompetencja Dowódcy Garnizonu Warszawa).

## Historia
W odrodzonej Polsce garnizonem dowodził komendant garnizonu dysponujący komendą garnizonu jako aparatem pomocniczym do realizacji zadań w zakresie organizowania i kierowania służbą garnizonową, zapewnienia porządku i dyscypliny w obrębie garnizonu, nadzoru nad zakładami i urządzeniami garnizonowymi, organizowania życia kulturalno-oświatowego i sportu w garnizonie oraz reprezentowania wojska wobec władz cywilnych. Na czele komendy garnizonu stał komendant garnizonu.
Pierwsze przedsięwzięcia w zakresie organizacji dowództw lokalnych zostały zainicjowane rozkazem z 11 listopada 1919. Przewidywał on istnienie etatowych dowództw garnizonów we wszystkich miejscowościach, w których znajdują się stałe garnizony wojskowe.
Funkcje dowódcy garnizonu pełnili najstarsi rangą miejscowi dowódcy. W sześciu największych miastach utworzono komendy miast, a w garnizonach, w których stacjonowało kilka rodzajów broni i znajdowały się dowództwa od brygady w górę ustanowiono komendy placu. W innych miejscowościach ich odpowiednikami byli oficerowie placu. Zarówno komendy, jak i oficerowie placu stanowili organy pomocnicze dowództw garnizonów lub komend miasta.  Zadaniem komend był nadzór nad  przestrzeganiem porządku w garnizonach i dbanie o dyscyplinę zewnętrzną żołnierzy. Organizowały one także garnizonową służbę wartowniczej i dbały o właściwe stosunki z władzami cywilnej administracji terenowej.
17 kwietnia 1920 wprowadzono zmiany w ustroju dowództw lokalnych, ustanawiając dowództwa miast we wszystkich siedzibach dowództw okręgów generalnych i w większych garnizonach. W kompetencji dowódców garnizonów leżała lokalno-taktyczna sfera działalności służbowej, a komendantów (oficerów placu)  lokalno–admininistracyjna. Dowództwa miast łączyły jednocześnie oba te kierunki.
Kolejną reorganizację komend lokalnych wprowadzono rozkazem MSWojsk. z 30 sierpnia 1921. Przewidywał on powstanie trzech rodzajów etatowych komend. Były to: komendy obozów warownych, komendy miast, oficerowie placu, a lokalnym władzom wojskowym przysługiwał tytuł „komenda”, a nie „dowództwo”. Powyższa struktura wojskowych władz lokalnych z komendami garnizonów i miast, komendami placu i oficerami placu w mniejszych garnizonach przetrwała do września 1939.